# Teleborgs slot
Teleborg er et slot i Växjö kommun. Det er beliggende 4–5 km syd for Växjö centrum og bygget i slutningen af 1800-tallet ved søen Trummens strand nær det nuværende universitetsområde.
Hovedbygningen ligger, som en ridderborg, på en klippeodde i søen. Det er opført i tegl, med facaderne beklædt med rød og grå granit i tre etager efter tegninger af arkitektfirmaet Lindvall & Boklund, der også har opført Apoteket Lejonet i Malmö. I det ene hjørne findes et firkantet hovedtårn i det modsatte et mindre rundt tårn.
I dag er der restaurant- og konferencevirksomhed på slottet.